# Marcel Vandernotte
Marcel Vandernotte, francoski veslač, * 9. julij 1909, Nantes, † 15. december 1993. 
Vandernotte je za Francijo nastopil na Poletnih olimpijskih igrah 1932 in 1936.
Leta 1932 je bil z bratom Fernandom v dvojcu s krmarjem izločen v repasažu.
Štiri leta kasneje je v Berlinu nastopil kot član francoskega četverca, ki ga je krmaril njegov dvanajstletni nečak Noël Vandernotte. 